# Saint-Priest-des-Champs
Saint-Priest-des-Champs – miejscowość i gmina we Francji, w regionie Owernia-Rodan-Alpy, w departamencie Puy-de-Dôme.
Według danych na rok 1990 gminę zamieszkiwały 662 osoby, a gęstość zaludnienia wynosiła 15 osób/km² (wśród 1310 gmin Owernii Saint-Priest-des-Champs plasuje się na 325. miejscu pod względem liczby ludności, natomiast pod względem powierzchni na miejscu 67.).